# Mazańczyce
Mazańczyce (deutsch Neu Ziegenort) ist ein Dorf in der polnischen Woiwodschaft Westpommern. Das Dorf bildet einen Teil der Gmina Police (Stadt- und Landgemeinde Pölitz) im Powiat Policki (Pölitzer Kreis). Mazańczyce liegt etwa 24 Kilometer nördlich von Stettin (Szczecin) und etwa 11 Kilometer nördlich von Police (Pölitz).

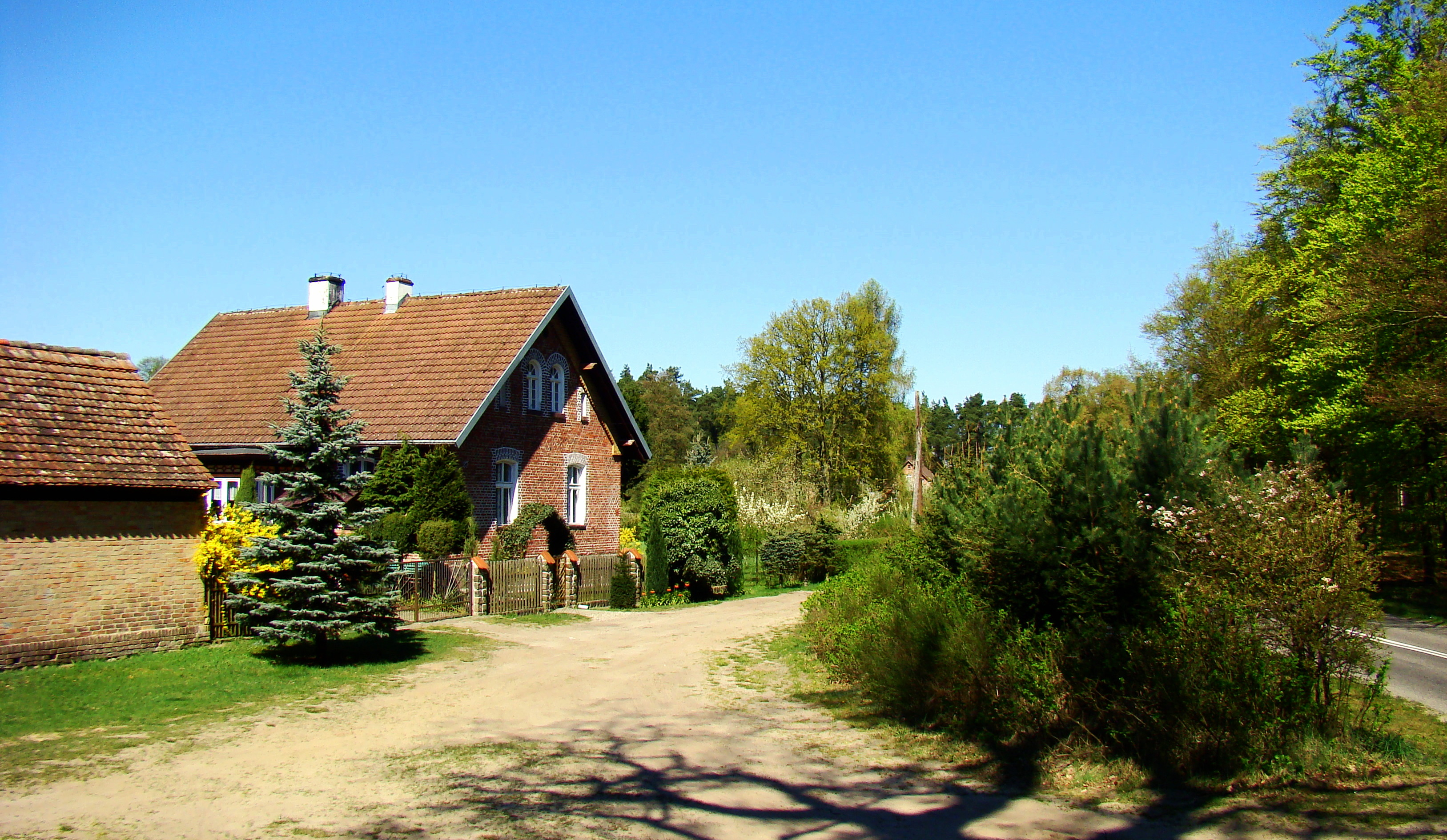
Blick auf ein Haus in Mazańczyce